# 王心东
王心东 （1967年2月18日—），中国退役男子手球運動員，現為中國國家女子手球隊主教練。

## 簡歷
王心东年輕時是手球运动员，亦是中國第一位在外国打球的手球员。
2007年，王心东開始出任中國國家女子手球隊的助理教练，并作为教练组成员出戰北京奥运会；至2009年升任球隊主教練 。
2010年11月，王心东代表中國帶隊出戰廣州亞運會，奪得女子手球比賽金牌。